# 8530 Korbokkur
8530 Korbokkur este un asteroid din centura principală de asteroizi.

## Descriere
8530 Korbokkur este un asteroid din centura principală de asteroizi. A fost descoperit pe 25 octombrie 1992 la Nyukasa de Masanori Hirasawa și Shohei Suzuki. Asteroidul prezintă o orbită caracterizată de o semiaxă mare de 2,33 ua, o excentricitate de 0,26 și o înclinație de 5,2° în raport cu ecliptica.